# 테 아라와

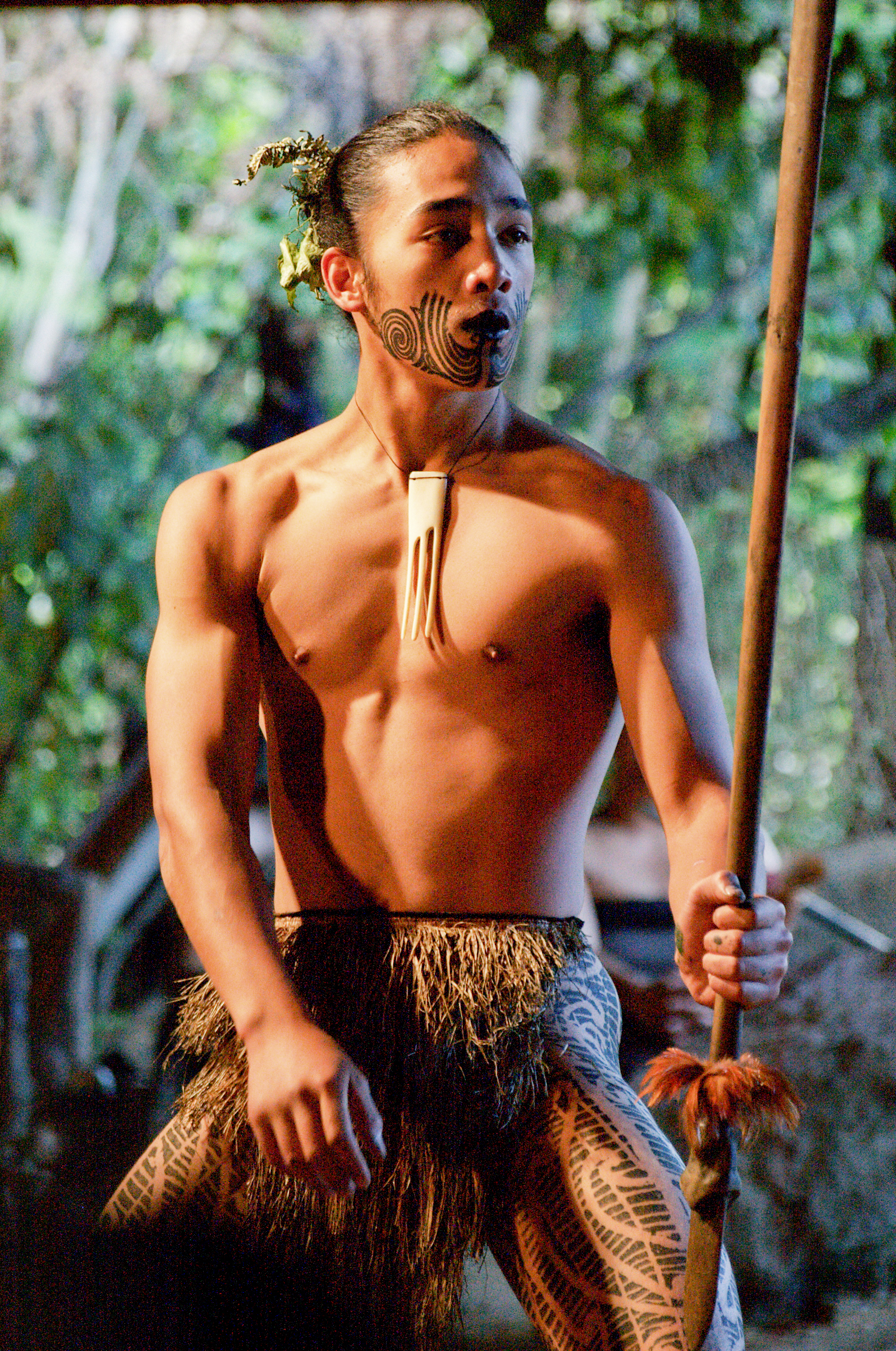
마오리 카파하카를 공연하는 전사, 로토루아

테 아라와(Te Arawa)는 뉴질랜드 북섬 베이오브플렌티 지방의 로토루아에 근거지를 둔 마오리 이위족(iwi)과 하푸족(hapu)의 연합체이다. 인구는 약 4만명 정도이다.

## 개요
테 아라와인들의 역사는 아라와 카누(Arawa canoe)와 필수불가결하게 얽혀 있다. 테 아라와를 구성한 이위족과 하푸족은 다음의 부족들을 포함한다.
- 나티 하카우에(Ngati Whakaue)
- 나티 랑기테아오레레(Ngati Rangiteaorere)
- 나티 피키아오(Ngati Pikiao)
- 나티 마키노(Ngati Makino)
- 나티 랑기티히(Ngati Rangitihi)
- 나티 랑기웨웨히(Ngati Rangiwewehi)
- 타푸이카(Tapuika)
- 와이타하(Waitaha)
- 나티 나라라누이(Ngati Ngararanui)
- 나티 롱고마이(Ngati Rongomai)
- 나티 타후(Ngati Tahu)
- 나티 하아오(Ngati Whaoa)
- 나티 타라하이(Ngati Tarawhai)
- 나티 테 로로 오 테 랑기(Ngati Te Roro o Te Rangi)
- 나티 케아(Ngati Kea)
- 나티 투아라(Ngati Tuara)
- 나티 투라-나티 테 나카우(Ngati Tura-Ngati Te Ngakau)
- 나티 우에누쿠코파코(Ngati Uenukukopako)
- 투호우랑기(Tuhourangi)
- 나티 하히아오(Ngati Wahiao)

테 아라와 부족은 로토루아 부근의 호수와 역사적으로 밀접한 관련을 가지고 있다. 많은 부족들이 1886년 타라웨라산 분화로 인해서 사망했다. 많은 테아라와 전사들이 19세기 뉴질랜드 북섬에서 벌어진 뉴질랜드 전쟁 때 발생한 식민지 정부와의 싸움에서 싸웠다.
아마도 부분적으로 이러한 이유로 인해 이위는 그들의 역사적 불만으로 인해 와이탕기 재판소를 무사하고 뉴질랜드 정부와 직접 협상을 선택했다. 여러 차례의 협상을 통해 여러 요구 사항들이 관철됐고, 2004년 체결된 협상 결과는 14개 호수와 주변의 주거지와 관련돼 있다.

## 인물
- 푸카키

나티 와카우에 부족의 일원으로 19세기 유명한 부족장이었다.
- 하워드 모리슨 경(Sir Howard Morrison)

나티 와카우에 (Ngati Whakaue) 부족의 일원으로 뉴질랜드 국민 가수로 사랑을 받았다. 2009년 12월 24일 타계했다.

## 같이 보기
- 마오리족
- 뉴질랜드 전쟁